# Лондонград
«Лондонгра́д» — российский телесериал в жанре авантюрного экшна о злоключениях русских обитателей Лондона.
Является первой игровой картиной на российском телевидении, которая почти полностью снималась в столице Великобритании. Телесериал был создан компанией «Спутник Восток Продакшн» по заказу телеканала СТС. 
Слоганом фильма авторы решили взять фразу «Знай наших!».
Премьера пилотной серии состоялась на трёх интернет-сайтах kinopoisk.ru, ctc.ru и videomore.ru 4 сентября 2015 года, за 3 дня до выхода по ТВ.
Транслировался на канале СТС с 7 сентября по 22 октября 2015 года. Новые серии выходили с понедельника по четверг в 22:00.

## Съёмки
- Ведущим сценаристом первого сезона выступил Михаил Идов — бывший главный редактор журнала GQ и литератор, проживший много лет в США[8].
- Сценаристами второго сезона выступили бывшие редакторы и авторы GQ, The Guardian, «Афиши», Empire[9].
- Ради новой роли Ингрид Олеринская специально перекрасилась и подстриглась под каре.
- Съёмки сериала проходили в Лондоне, Оксфорде, Москве, Санкт-Петербурге, а также в британских графствах Кент и Эссекс.
- В сериале задействованы многие знаковые места Лондона: Биг-Бен, Парламент-сквер, Оксфорд-стрит, Лестер-сквер, рынок Портобелло-роуд и другие.
- Несколько сцен сериала были сняты в тюрьме, в которую был заключён ирландский писатель Оскар Уайльд.
- В основу сериала легли лондонские приключения Мирона Фёдорова, наиболее известного как рэпер Oxxxymiron[10].
- Почти каждая серия «Лондонграда» так или иначе основана на реальных событиях — семейная жизнь Натальи Водяновой, и Чичваркин, русский писатель, написавший якобы правдивый бестселлер про у́рок (роман «Сибирское воспитание» Николая Лилина), и многое другое[11].
- Часть съёмочной группы имела опыт работы над такими сериалами, как «Игра престолов», «Эпизоды», «24 часа» и «Компьютерщики»[12].
- На монтаж одной серии в сумме уходил 1 месяц[13].

## Сюжет
- Действие первого сезона начинается 1 сентября 2014 года. Выпускник Оксфорда Михаил Куликов зарабатывает на жизнь тем, что решает проблемы людей за их счёт (занимается «спасением утопающих за деньги самих утопающих»). Михаил получает задание отправить в Россию сбежавшую дочь олигарха Алису Загорскую. Случайно Михаил знакомится с таксистом-нелегалом Степаном Сысоевым. Не без помощи Степана найдя Алису, Михаил понимает, что она будет идеальным партнёром для его дела. В результате Алиса, Михаил и Степан с помощью адвоката Бориса Брикмана организуют агентство «Лондонград»[14].
- Второй сезон посвящён жизни агентства в 2015 году. Штат сотрудников расширяется, но проблем у россиян в Лондоне меньше не становится.

## Персонажи сериала

### В главных ролях
| Актёр              | Роль |
| ------------------ | --- |
| Никита Ефремов     | Михаил Григорьевич Куликов (27 лет) — основатель и старший партнёр агентства «Лондонград» полноправный житель Лондона с 2001 года                                                       |
| Ингрид Олеринская  | Алиса Викторовна Загорская (24 года) — дочь олигарха, младший партнёр агентства «Лондонград» прибыла в Британию в начале семестра для учёбы на архитектора                              |
| Павел Ильин        | Степан Сысоев (53 года) — бывший милиционер, ныне — водитель агентства «Лондонград» почти год занимается в Англии поисками собственной дочери, несмотря на то, что его виза уже истекла |
| Сергей Рост        | Борис Брикман (50 лет) — адвокат и основной клиент агентства эмигрировал ещё из СССР в 1982 году                                                                                        |
| Регина Мянник      | Жанна Брикман (45 лет) — жена Бориса, бывшая модель и начинающая киноактриса (со 2-й серии)                                                                                             |
| Евгений Морозов    | Олег Дорохов (27 лет) — приятель Миши по Оксфорду, во втором сезоне — сотрудник агентства «Лондонград» сын замминистра в российском правительстве                                       |
| Кирилл Дубровицкий | Виктор Сергеевич Загорский (около 50) — отец Алисы, крупный московский бизнесмен-строитель желает получить работу в российском правительстве                                            |
| Александр Ильин    | Алексей, помощник Загорского, всеми способами стремящийся вернуть Алису в Россию бывший работник силовых структур                                                                       |
| Андрей Каверин     | Алексей Данилин, молодой и успешный предприниматель, главный конкурент Загорского (с 4-й серии)                                                                                         |
| Сергей Юшкевич     | Глеб Цыганков (человек в плаще) — таинственный кредитор Миши (со 2-й серии) |
| Артём Осипов       | Павел Григорьевич Куликов (32 года) — старший брат Михаила, очень талантливый программист из Санкт-Петербурга (с 8-й серии)                                                             |
| Елена Валюшкина    | мать Паши и Миши, преподаватель из Манчестера (с 15-й серии) |
| Лев Прыгунов       | Портной в ателье одежды «Beretta», резидент СВР в отставке, наставник Геннадия Акимова (с 18 серии)                                                                                     |
| Сергей Ланбамин    | Геннадий Вадимович Акимов, новый резидент Службы внешней разведки при посольстве РФ в Великобритании (с 4-й серии)                                                                      |
| Никита Панфилов    | Вадим Комаров, шеф-повар в ресторане «Less», парень Александры (с 5-й серии). |
| Мария Зыкова       | хакер Александра, сотрудник СВР под прикрытием, девушка Вадима Комарова (с 17-й серии) двойной агент британских спец.служб «Виктория»                                                   |

### Приглашённые звёзды
| Актёр                  | Роль                                             |
| ---------------------- | ------------------------------------------------ |
| Сергей «Паук» Троицкий | камео, спит в участке на плече девушки (1 серия) |
| Би-2                   | Камео (20 серия)                                 |

### В остальных ролях (в порядке появления в сериале)
| Актёр               | Роль                                                                                                 |
| ------------------- | --- |
| Кристиан Эдвардс    | лондонский напёрсточник (1 и 5 серии)                                                                |
| Григорий Анашкин    | банкир, клиент Брикмана и владелец офиса «Лондонграда» (1 серия)                                     |
| Сергей Карасевич    | Федор Воропаев (12 лет) юный скрипач, прибыл в Лондон на конкурс (1 серия)                           |
| Анастасия Стежко    | Мария Козихина, фотомодель (2 серия)                                                                 |
| Тим Бекман          | Эдриан Эшфорд, баронет (2 серия)                                                                     |
| Антон Гращенков     | Егор Павлович Авдеев, пылкий юноша, влюблённый в бедную цыганку (3 серия)                            |
| Виктория Шарлотта   | Келли, цыганка из ирландского табора, чужая невеста (3 серия)                                        |
| Григорий Зельцер    | Павел Авдеев, состоятельный отец Егора (3 серия)                                                     |
| Брендан Чарльсон    | Микки, вспыльчивый отец Келли (3 серия)                                                              |
| Гоша Куценко        | Александр Ханин, модный писатель, автор бестселлера «Уральский надлом» (3 серия)                     |
| Олег Чудницов       | Пётр Гулько, промоутер (3; 8; 16; 24 и 28 серии)                                                     |
| Юлия Юрченко        | ассистентка Петра Гулько (3 и 24 серии)                                                              |
| Максим Виторган     | Сергей Сергеевич Олейников, второй атташе по культуре в посольстве РФ в Великобритании (с 4-й серии) |
| Александр Рапопорт  | криминальный авторитет Кирилл Черлак (4 серия)                                                       |
| Прадьюмна Чаттерджи | Викрам Сингх, воспитанник Черлака (4 серия)                                                          |
| Оксана Сидоренко    | Дарья, соседка Алисы по Рублёвке (4 серия)                                                           |
| Валерий Смекалов    | Никифоров, оперативник СВР (4 серия)                                                                 |
| Максим Линников     | второй оперативник СВР (4 серия)                                                                     |
| Нейл Макгоуен       | Клайв Эдвардс, кулинарный критик (5 серия)                                                           |
| Юлия Галкина        | Ольга Петровская, хозяйка ресторана «Bogatyr» (5 серия)                                              |
| Юрий Соколов        | наблюдательный бармен (5 серия)                                                                      |
| Юлия Силаева        | Нина, мать Алисы Загорской (5 серия)                                                                 |
| Александр Меркюри   | Маркус Стемплтон, ухажёр Алисы (6; 9 и 11 серии)                                                     |
| Мартин Кук          | Джеймс Бернли, чайный магнат (6 серия)                                                               |
| Саньял Бишваруп     | Арул Кандияр, его секретарь (6 серия)                                                                |
| Майкл Майерс        | профессор Генри Элиотт, ректор университета в Оксфорде (7 серия)                                     |
| Павел Белозёров     | профессор Александр Попов, бывший тьютор Михаила (7 серия)                                           |
| Михаил Фоменко      | Зафар Гаджибеков, посредник (7 серия)                                                                |
| Артём Спичкин       | Деги, студент-математик из Оксфорда (7 серия)                                                        |
| Михаил Володин      | Сергей, белорусский спортсмен (7 серия)                                                              |
| Виталий Кищенко     | Константин Агранович, топ-менеджер группы компаний «Нефтьросэкспо» (8 серия)                         |
| Шарлотта Комер      | Аннабель Тейлор, эстрадная певица и супруга Аграновича (8 серия)                                     |
| Христина Полуянова  | Оксана Куценко, горничная в доме Аграновича (8 серия)                                                |
| Дмитрий Астапенко   | амбал (8 серия)                                                                                      |
| Паула Шелдон        | медсестра в роддоме (8 серия)                                                                        |
| Дина Корзун         | Майя Алксне, хирургическая сестра из Риги (8 и 9 серии)                                              |
| Альбрехт Цандер     | доктор Дайнис Гаррос, ученик Майи (9 серия)                                                          |
| Олег Кассин         | некто Афинский, автоугонщик (10 серия)                                                               |
| Сергей Барковский   | профессор Гусев, помешанный диссидент (10 серия)                                                     |
| Алика Смехова       | Лидия, руководитель эскорт-агентства русских девушек в Лондоне (11 серия)                            |
| Юрий Васильев       | «князь Белозерский», аферист, торгующий антиквариатом (12 серия)                                     |
| Джульетта Геринг    | Ирина Зайцева, клиентка «Лондонграда», обвинённая в кражах дорогого белья (13 серия)                 |
| Елена Дудина        | Елизавета Степановна Сысоева, дочь Степана (16 серия)                                                |
| Кирилл Кяро         | Антон Чагин, российский бизнесмен, владелец химического завода на Урале (с 17-й серии)               |
| Виктория Полторак   | Динара Хайрутдинова, жена «нового русского» (18 и 23 серии)                                          |
| Дмитрий Муляр       | проверяющий из Москвы, важный сотрудник СВР (с 19 серии)                                             |
| Сергей Калантай     | Оливье Левассер, спортивный директор ИФА (с 19 серии)                                                |
| Евгения Дмитриева   | Маргарита, музыкант-аккомпаниатор (подруга Степана) (с 20 серии)                                     |
| Алексей Демидов     | Артём Кирилл Савенко, нападающий английского футбольного клуба (20 серия)                            |
| Александр Яцко      | Кирилл Савенко, отец Артёма, владелец команды (20 серия)                                             |
| Александр Кузнецов  | Айво Эндрюс (Иван Андреев) британский денди, «бывший русский» (22 серия)                             |
| Екатерина Волкова   | Мэри, его супруга (22 серия)                                                                         |
| Михаил Сафронов     | Аксёнов, совладелец ресторана «LESS» (23 и 24 серии)                                                 |
| Андрей Носков       | Игорь Зеленский, художник-перфомансист (24 серия)                                                    |
| Степан Старчиков    | заслуженный тренер по боксу (25 серия)                                                               |
| Мария Горбань       | Анастасия, популярная телеведущая кулинарного шоу (25; 26 серии)                                     |
| Дарья Слонская      | Анна, балерина Большого театра (27 серия)                                                            |
| Дарья Макарова      | Прима Большого театра (27 серия)                                                                     |
| Евгений Воловенко   | Андрей Карпачев (18 серия)                                                                           |
| Валерия Шкирандо    | Ульяна Карпачева, жена «нового русского» (18 серия)                                                  |

## Саундтрек
| Исполнитель                         | Название композиции        |
| ----------------------------------- | -------------------------- |
| Oxxxymiron                          | Лондонград                 |
| Группа «Би-2»                       | Хипстер                    |
| Группа «Би-2»                       | Революция                  |
| Souljam Movie Orchestra             | In The Rain                |
| Souljam Movie Orchestra             | Irish Rock                 |
| Souljam Movie Orchestra             | Forgotten Promise          |
| Souljam Movie Orchestra             | The Other Side             |
| Vadim Nekrasov                      | Farewell to the Earth      |
| Vadim Nekrasov                      | Battery                    |
| Vadim Nekrasov                      | Powerdozer + Boxing (demo) |
| Vadim Nekrasov                      | Outgroove                  |
| Vadim Nekrasov                      | Bitchy Break               |
| Vadim Nekrasov                      | Shocker                    |
| Vadim Nekrasov                      | Forgery                    |
| The Heavy feat. The Dap-Kings Horns | Coleen                     |
| OneRepublic                         | Counting Stars             |
| DJ Oguretz                          | This Club Sux              |
| OQJAV                               | Перед сексом               |
| Nash                                | There She Goes             |
| Phontaine                           | Feels Like Home            |
| The Zombies                         | I’ve Got My Mojo Working   |
| Cut One & Danny Duberstein          | Burn it Down               |
| Adult Cinema                        | Time Machine               |
| Friends of the Oval                 | Arriviste                  |

Во время флешбека в одной из серий на стене в комнате Миши можно увидеть плакаты с Куртом Кобейном, а также постеры групп «Nirvana» и «Gorillaz».

## Рейтинги
Сериал успешно стартовал в эфире канала СТС. Первую серию «Лондонграда» посмотрел каждый пятый москвич. Проект, по данным TNS Россия, стал лидером в своём слоте по Москве среди всех телеканалов, с долей 20,9 % в аудитории 10—45 и долей 27,5 % среди зрителей в возрасте от 11 до 34 лет. В аудитории «Все зрители старше четырёх лет» первый сезон стартовал с рейтингом 2.5 и долей 8.7, к началу второго сезона рейтинг снизился до 1.7, а доля — до 5.4, после чего сериал перестал попадать в топ-10 канала СТС. Падение зрительского интереса ко второму сезону сценарист первого Михаил Идов объяснил следующим образом:

Серии 1-16 — это первый сезон. Студия потратила на него столько денег, что на второй почти не осталось, особенно когда упал рубль. Авторов начали просить перенести побольше действия в павильон, сократить на 50 % смены главному герою (!) и, наконец, просто уволили под условным предлогом и заменили копеечными сценаристами, доконавшими сериал. СТС поставил оба сезона встык — я бы в этой ситуации сделал то же самое. Но упавший рейтинг для меня скорее комплимент: зритель, который якобы «всё хавает», моментально увидел разницу между оригиналом и подделкой.

## Награды и номинации
- 11 октября 2014 года сериал был награждён специальным дипломом I Санкт-Петербургского международного медиафорума «За открытие новых горизонтов»[23].
- 4 декабря 2014 года «РБК. Стиль» включил «Лондонград» в список сериалов, ради которых «стоит просиживать штаны на диване»[24].
- 25 августа 2015 года журнал Elle Girl отметил сериал в списке главных премьер осени[25].
- 28 августа 2015 года Вокруг. ТВ назвал «Лондонград» одной из главных премьер осени 2015 года[26].
- 31 августа 2015 года Hello! Russia включил сериал в список 20 самых ожидаемых и интересных сериалов, которые стоило посмотреть осенью 2015 года[27].

## Мнения о сериале
Сериал получил неоднозначные оценки телекритиков, а также звёзд кино и шоу-бизнеса.
- Максим Сухагузов, журналист «Воздух. Афиша»:

Мощный, написанный лёгкой рукой сценарий, плотно сколоченная режиссура, которая не даёт заскучать ни на секунду.
- Владимир Лященко, журналист «Газеты.ru»:

Сделано всё качественно, но без души, к тому же перспектива наблюдать за решением проблем глуповатых клиентов агентства выглядит не слишком заманчивой. С другой стороны, сочетание подглядывания за более удачливыми соотечественниками с их разоблачением может оказаться выигрышным.
- Сусанна Альперина, журналист «Российской газеты»:

Не напоминает ли вам эта история по замыслу известный сериал «Рэй Донован»? Ну, разве что чуть-чуть. И не стоит её сравнивать с тем сериалом о русских, который вышел в прошлом году в Великобритании («Знакомимся с русскими» / Meet the Russians).
- Сергей Рост, исполнитель роли Бориса Брикмана:

Думаю, это будет хит мирового уровня, так ещё не снимали! Наверное, его продадут за рубеж, предложения от каналов уже есть.
- Шон Уокер, журналист британской газеты The Guardian:

This is not a portrait of Russians through the eyes of London, but a portrait of London through the eyes of its Russian inhabitants (Это не портрет россиян глазами жителей Лондона, а портрет Лондона глазами живущих в нём россиян — перев. ИноСМИ.ru).
- Журнал «Афиша»:

Нестандартный для русского телевидения концепт, современный детективный формат в духе «Шерлока»... делают этот сериал одной из самых ожидаемых новинок.
- Глеб Ситковский, журналист «Нового времени — The New Times»:

«Лондонград» — это прежде всего остроумная плутовская история, где всякий жулик норовит обмануть другого жулика.
- Том Парфитт, журналист британской газеты The Times:

It’s the new Sex and the City (Это новый «Секс в большом городе» — перев. Alexander_nt).
- Тимофей Становой, журналист журнала GQ:

Действительно стоящая история, которая эволюционирует от серии к серии, а не пытается выехать исключительно на Биг-Бене на заднем плане.
- Александр Любимов, экс-гендиректор РБК-ТВ:

Я не смотрю сериалы, но для «Лондонграда» сделаю исключение. Это неожиданная сама по себе тема — сериал про русских за рубежом, — интересно, как её раскрыли.
- Юлий Гусман, художественный руководитель Национальной премии Российской академии кинематографических искусств — премии «Ника»:

«Лондонград» я смотрю с интересом: там прекрасный состав авторов, актёрский состав.
- Андрей Архангельский, журналист:

Это, конечно, не про Лондон — это про нас. В первую очередь сериал помогает понять, как сильно сдвинулась норма. Именно у нас. Культурная, ну и вообще.